# (43805) 1991 RQ5
1991 أر كيو 5 (ويعرف أيضًا باسم (43805) 1991 أر كيو 5 وفق تسمية الكوكب الصغير) (بالإنجليزية: 1991 RQ5)‏؛ هو كويكب ضمن حزام الكويكبات.
اكتُشف هذا الجُرم الفلكي بواسطة هنري هولت إي في 13 سبتمبر 1991، وترتيبه 43805 من حيث الاكتشاف.

## الوصف
اكتُشف 438051991RQ في 13 سبتمبر 1991 في مرصد بالومار، الواقع في مقاطعة سان دييغو، كاليفورنيا في الولايات المتحدة، بواسطة عالم الفلك الأمريكي هنري هولت إي. وقد رصد المشروع 2,016 مشاهدة للكويكب إلى غاية 8 أكتوبر 2021 بتوقيت منطقة المحيط الهادئ، أي في مدة قدرها 10,945 يومًا (30.0 عام). تستغرق الفترة المدارية للكويكب 1,410 يومًا (3.9 عام).

## الخصائص المدارية
يتميز مدار هذا الكويكب بنصف محور رئيسي يبلغ 2.46 وحدة فلكية، وحضيض قدره 2.2 وحدة فلكية، وانحراف قدره 0.104 وزاوية ميلان 6.48 درجة بالنسبة لمسار الشمس. بسبب هذه الخصائص، أي نصف المحور الرئيسي بين 2 و3.2 وحدة فلكية وحضيض أكبر من 1,666 وحدة فلكية، يُصنف هذا الجُرم الفلكي وفقًا لقاعدة بيانات مختبر الدفع النفاث لأجرام النظام الشمسي الصغيرة كائنًا من حزام الكويكبات الرئيسي.

## الخصائص الفيزيائية
يُقدر القدر المطلق (H) لـ438051991RQ بـ14.26 ووضاءته بـ0.420، مما يمكِّن تقدير قطره بـ 3.249كم. استُخلصت هذه النتائج بفضل ملاحظات مستكشف الأشعة تحت الحمراء عريض المجال (WISE)، وهو مرصد فضائي أمريكي وُضع في المدار في عام 2009 ويراقب السماء بأكملها بالأشعة تحت الحمراء، في عام 2011، نُشرت النتائج الأولى المتعلقة بالكويكبات من الحزام الرئيسي.

## وصلات خارجية
- (43805) 1991 RQ5 في قاعدة بيانات مختبر الدفع النفاث لأجرام النظام الشمسي الصغيرة

- الاكتشاف · مخطط المدار ·  العناصر المدارية · المعلمات المادية

- (43805) 1991 RQ5 على موقع ويكي سكاي: DSS2, SDSS, GALEX, IRAS, Hydrogen α, X-Ray, Astrophoto, Sky Map, Articles and images